# Sing Sing
O Centro Correcional Sing Sing, anteriormente Centro Correcional de Ossining, é uma prisão de segurança máxima operada pelo Departamento de Correções e Supervisão Comunitária do Estado de Nova Iorque na vila de Ossining, Nova Iorque. Fica a cerca de 48 km ao norte da cidade de Nova Iorque, na margem leste do rio Hudson. Abriga cerca de 1 700 prisioneiros e abrigou a câmara de execução do Estado de Nova Iorque até a abolição da pena capital no estado em 1977.
O nome "Sing Sing" foi derivado da tribo nativa americana Sintsink, de quem a terra foi comprada em 1685, e antigamente era o nome da vila. Em 1970, o nome da prisão foi alterado para Centro Correcional de Ossining, mas voltou ao nome original em 1985. Existem planos para converter o bloco de celas original de 1825 em um museu da época.
A propriedade da prisão é dividida ao meio pelas quatro vias da Linha Hudson do Metro-North Railroad.